# Hervé Touré
Hervé Touré, né le 25 février 1982 à Lyon, est un joueur français de basket-ball évoluant au poste d'intérieur (2,04 m).

## Biographie
Touré est issu du centre de formation de l'ASVEL Lyon-Villeurbanne, il débute dans les rangs de l'équipe professionnelle en 2001. Il a quitté l'ASVEL de son plein gré, le club le poursuit alors pour rupture de contrat. Il part jouer en Belgique, Italie et Espagne pendant près de huit années. Puis il rejoint Pau-Lacq-Orthez en mars 2012 pour un contrat de 6 semaines en tant que joker médical. Pour s'expatrier de nouveau en jouant successivement en Iran, Liban, Argentine et Venezuela où il cumulera le titre national et international d'Amérique Latine en 2017.
Touré est international avec l'équipe de France.
Depuis 2019, il a intégré le circuit World Tour du Basket 3x3.
Il est aussi l'auteur d'un ouvrage Splendeurs et misères d'un téléphage aux Éditions Publibook ainsi que Medias la croisade aux éditions Actania.
Il est aussi l'ambassadeur du Lyme Protest Festival en 2018.

## Palmarès

### En club
- Champion de France en 2002 (ASVEL)
- Vainqueur de la Liga Sudamericana en 2017 (Guaros de Lara)
- Champion du Venezuela en 2017  (Guaros de Lara)
- 1/4 de finaliste FIBA Americas League en 2018 (Guaros de Lara)

### Distinctions personnelles
- MVP du Championnat d'Iran en 2015